# Militares vermelhos
Militares vermelhos foi o nome com que ficaram conhecidos, especialmente pelas populações da ex-províncias ultramarinas portuguesas, os militares relacionados com o Partido Comunista Português (PCP) e o comunismo internacional que tiveram assento no Movimento das Forças Armadas (MFA).
A expressão foi especialmente aplicada aqueles que durante o Processo Revolucionário em Curso (PREC) trabalharam para favorecer a esfera de influência soviética.

### Contexto
No mundo vivendo a guerra fria, o mundo dividia-se entre a influência do Bloco Ocidental e o Bloco de Leste. Essa pressão era particularmente evidente na Europa. O Portugal de Salazar depois de ter apoiado Franco na guerra civil Espanhola,  e vendido volfrâmio à Alemanha Nazi, tinha-se reposicionado com o Bloco Ocidental, entrando inclusivamente para a NATO em 1949.
Pelo contrário, a oposição que sobreviveu à repressão do Estado Novo estava maioritariamente organizada à volta do Partido Comunista Português. Ao contrário de outras posições políticas da oposição particularmente em face da guerra colonial, o PCP defendia a participação nas forças armadas, de forma a promover os seus ideais. Isso granjeou-lhe forte influência em alguns setores.
Fora da Europa, a guerra fria também se fazia sentir. Dado que a maioria das potências ou ex-potências coloniais pertenciam ao Bloco Ocidental, os movimentos independentistas acabaram por ter uma forte ligação ao Bloco de Leste. Após a revolução dos cravos, a pressão para a descolonização, já de si tardia, aumentou quer por forças internas (programa MFA; soldados não querem combater), quer por forças externas (ONU; movimentos independentistas).

### Personalidades
O caso mais paradigmático terá eventualmente sido o do almirante Rosa Coutinho governador em Angola no pós 25 de Abril que ficou conhecido por ter mandado entregar todas as armas na posse da população civil às autoridades enquanto abria a porta à entrada de soldados e material de guerra da esfera comunista a partir da ponte aérea Cuba-Angola.
Outros exemplos são o de Vasco Gonçalves e de Otelo Saraiva de Carvalho, que chegou a visitar Fidel Castro em Havana em pleno verão de 1975, no exato momento em que a ponte aérea Cuba-Angola se encontrava no seu auge.
Em geral alinhados com Vasco Gonçalves ou Otelo de Carvalho, vários viriam a ter um papel no 25 de Novembro. Como Delgado da Fonseca, gonçalvista convicto, Duran Clemente e Eurico Corvacho, tendo nesta ocasião os mais implicados nessa intentona sido compulsivamente passados à reserva, ou sofrido diversos revezes na sua carreira.